# باتيستا تاغمي ناواي
الجنرال باتيستا تاجمي ناواي (Batista Tagme Na Waie أو Batista Tagme Na Wai). (1949 - 1 مارس 2009)، قائد جيش غينيا بيساو حتى اغتياله في عبوة ناسفة في عام 2009.